# Fabian Delph
Fabian Delph (Bradford, 21 november 1989) is een Engels voetballer die doorgaans op het middenveld speelt. Hij tekende in juli 2019 een contract tot medio 2022 bij Everton, dat €10.000.000,- voor hem betaalde aan Manchester City. Delph debuteerde in september 2014 in het Engels voetbalelftal.

## Clubcarrière

### Leeds United
Delph werd in 2000 opgenomen in de jeugdopleiding van Bradford City, die hij na een jaar verruilde voor die van Leeds United. Daarvoor tekende hij op zestienjarige leeftijd zijn eerste profcontract. Delph was bij Leeds aanvoerder van het tweede elftal. In het seizoen 2006/07 maakte hij zijn debuut in de eerste ploeg. Delph speelde in drie seizoenen 46 competitiewedstrijden in de hoofdmacht van Leeds, gedurende drie jaar actief in de League One. Van al die wedstrijden speelde hij er 44 in zijn laatste seizoen bij de club.

### Aston Villa
Delph verruilde Leeds op 3 augustus 2009 voor Aston Villa, op dat moment actief in de Premier League. Op 28 augustus van datzelfde jaar maakte hij er zijn debuut in het A-elftal. Delph kwam in zijn eerste jaren bij de club maar mondjesmaat aan spelen toe en werd in het seizoen 2011/12 verhuurd aan Leeds. Na zijn terugkeer werd zijn inbreng bij Aston Villa groter en groeide hij uit tot aanvoerder. In januari 2015 verlengde Delph zijn contract tot medio 2019.

### Manchester City
Delph tekende in juli 2015 een contract tot medio 2020 bij Manchester City, de nummer twee van de Premier League in het voorgaande seizoen. Dat betaalde circa €11.200.000 voor hem, een gelimiteerde transfersom die hij in zijn contract bij Villa had laten zetten toen hij dat een half jaar daarvoor verlengde. Zes dagen voor Delph bij City tekende, had hij nog een statement gepubliceerd waarin hij verklaarde dat hij Aston Villa niet ging verlaten. In zijn eerste seizoen bij City speelde Delph zeventien competitieduels, waarin hij tweemaal scoorde. Ook speelde hij bij Manchester City zijn eerste wedstrijden in de UEFA Champions League. Delph werd bij Manchester City nooit een onbetwiste basisspeler, maar speelde wel een aanzienlijk aantal wedstrijden. Met als uitschieter het seizoen 2017/18, waarin hij onder meer 22 competitiewedstrijden en vijf duels in de Champions League in actie kwam. Hij had zowel dat seizoen als dat van 2018/19 een aandeel in twee landskampioenschappen, twee League Cups en een FA Cup.

### Everton
Delph tekende in juli 2019 een contract tot medio 2022 bij Everton. Dat betaalde €10.000.000,- aan Manchester City om zijn nog één jaar doorlopende contract af te kopen.

## Interlandcarrière
Delph maakte in maart 2009 zijn debuut in Engeland –19 en in 2008 in Engeland –21. Hij maakte op 3 september 2014 onder leiding van bondscoach Roy Hodgson zijn debuut in het Engels voetbalelftal, in een oefeninterland thuis tegen Noorwegen (1–0). Daarin viel hij na 69 minuten in voor Jack Wilshere. Delph werd op 16 mei 2016 opgenomen in de voorselectie van Engeland voor het EK 2016, maar haalde het toernooi niet. Hij was wel actief voor Engeland op het WK 2018 in Rusland, onder bondscoach Gareth Southgate.

## Erelijst
| Premier League | 2x | 2017/18, 2018/19 |
| FA Cup         | 1x | 2018/19          |
| League Cup     | 2x | 2017/18, 2018/19 |